# 아사히정 (야마가타현)
아사히정(일본어: 朝日町 아사히마치[*])은 일본 야마가타현 중앙부에 있는 니시무라야마군의 정이다.

## 역사
- 1954년 11월 1일 - 미야주쿠정, 오야촌, 니시고햐쿠가와촌이 합병해 아사히정이 탄생하였다.

## 인구
|                                              | |
| 아사히정의 전국의 연령별 인구 분포（2005년） | 아사히정의 연령·남녀별 인구 분포（2005년）                                                                             |
| ■자주색 ― 아사히정 ■녹색 ― 일본전국          | ■파랑색 ― 남자 ■빨간색 ― 여자                                                                                          |
| · 아사히정（에 해당되는 지역）의 인구추이    | |
| 일본 총무성 통계국 국세조사 결과             | |
|                                              | 기술적 문제로 인해 그래프를 일시적으로 사용할 수 없습니다. 파브리케이터와 미디어위키 위키에 더 자세한 정보가 있습니다. |

## 교통

### 도로
- 국도 287호선(일본어판)